# Huayi Brothers
Huayi Brothers Media Corporation («Хуайи Бразерс») — крупная китайская развлекательная корпорация, производит художественные фильмы, телевизионные сериалы и шоу, занимается музыкальным бизнесом и рекламой, владеет сетью кинотеатров, представляет интересы актёров, музыкантов и спортсменов, проводит музыкальные и кинофестивали. Среди звёзд, работающих с Huayi Brothers — Чжоу Сюнь, Шу Ци, Ли Бинбин, Ван Фэйфэй и Анджелабейби.

## История
Компания Huayi Brothers основана в Пекине братьями Ван Чжунцзюнем и Ван Чжунлэем в 2004 году. В 2009 году Huayi Brothers Media Corporation вышла на Шэньчжэньскую фондовую биржу. В сентябре 2014 года Huayi Brothers приобрела за 80 млн долларов гонконгскую компанию GDC Technology (крупнейший производитель оборудования для цифрового кино). 
По итогам 2014 года Huayi Brothers заработала 146 млн долларов. В начале 2015 года Huayi Brothers заключила сделку о совместном финансировании фильмов с американской компанией STX Entertainment. В марте 2016 года Huayi Brothers выкупила 26 % акций корейской компании Sim Entertainment, которая позже была переименована в Huayi Brothers Korea.
В 2018 году убытки Huayi Brothers составили 162 млн долларов.

## Акционеры
Среди крупнейших акционеров Huayi Brothers — Ма Хуатэн (9,96 %), Ван Чжунцзюнь (8,86 %), Hangzhou Ali Venture Investment (5,61 %), Джек Ма (4,51 %) и Invesco Great Wall Fund Management (3,62 %).
Совладелец Huayi Brothers Ван Чжунцзюнь является одним из крупнейших в Китае коллекционеров западного искусства, в его коллекции имеются работы Винсента ван Гога и Пабло Пикассо, а также старинные образцы китайской каллиграфии.

## Дочерние компании
- Huayi Brothers Film Investment
- Huayi Brothers TV Service
- Huayi Brothers Music
- Huayi Brothers Contemporary Culture Broker
- Huayi Brothers Advertising
- Huayi Brothers Wink Animation
- Huayi Brothers International Distribution
- Huayi Tencent Entertainment
- Huayi Brothers Korea

## Крупнейшие проекты
В качестве инвестора и производителя Huayi Brothers принимала участие в съёмках следующих фильмов и мультфильмов:
- Мир без воров (2004)
- Разборки в стиле кунг-фу (2004)
- Роб-Би-Гуд (2006)
- Во имя чести (2007)
- Полководцы (2007)
- Запретное царство (2008)
- Нечестных прошу не беспокоить (2008)
- Землетрясение (2010)
- Детектив Ди и тайна Призрачного Пламени (2010)
- Шаолинь (2011)
- Доспехи Бога 3: Миссия Зодиак (2012)
- Вспоминая 1942 (2012)
- Путешествие на Запад: Покорение демонов (2013)
- Молодой детектив Ди: Восстание морского дракона (2013)
- Ярость (2014)
- Джон Уик (2014)
- Меч дракона (2015)
- Хардкор (2015)
- Подарок (2015)
- Кукла (2016)
- Варкрафт (2016)
- Свободный штат Джонса (2016)
- Почти семнадцать (2016)
- Рок Дог (2016)
- Очень плохие мамочки (2016)
- Космос между нами (2017)
- Иностранец (2017)
- Очень плохие мамочки 2 (2017)
- Большая игра (2017)
- БайБайМэн (2017)
- Сверкающий самурай (2018)
- 22 мили (2018)
- Багровая мята (2018)
- Игрушки для взрослых (2018)
- Во власти стихии (2018)
- Детектив Ди: Четыре Небесных царя (2018)
- Пепел — самый чистый белый (2018)
- Моцзинь: Долина червя (2018)
- 21 мост (2019)
- Кукла 2: Брамс (2020)
- Восемь сотен (2020)
- Падение Луны (2022)
- Пёс-самурай и город кошек (2022)
- Чёрный пёс (2024)